# Prvi istarski partizanski odred
Prvi istarski partizanski odred „Učka” bio je partizanska postrojba u sastavu Narodnooslobodilačke vojske i partizanskih odreda Jugoslavije tijekom Drugog svjetskog rata u Jugoslaviji.

## Borbeni put
Prvi NOP odred „Učka” formiran je 10. rujna 1943. godine na istoimenoj planini. Krajem rujna imao je tri bataljuna, no već početkom listopada razbijen je tijekom njemačke operacije Istra. Ponovno je formiran 6. travnja 1944. od 2. i dijelova 3. istarskog bataljuna, 9., 15. i 16. samostalne čete. Tada je imao četiri bataljuna sa 518 boraca, ali je već za nekoliko dana narastao na preko 700 boraca. Izvodio je uspješne diverzantske akcije i napade na komunikacijama Motovun – Pazin – Pula i Šapjane – Podgrad, i bio centar za okupljanje novih boraca koji su upućivani u 1. istarsku brigadu "Vladimir Gortan" i u postrojbe 11. hrvatskog korpusa u Gorski kotar. U njemačkom napadu na Učku, krajem travnja 1944., Odred se sa 1. istarskom brigadom povukao na područje Klane, prenoseći borbe na komunikaciju Trst – Rijeka. Poslije ulaska njegovog 1. udarnog bataljuna 1. svibnja u sastav 1. istarske brigade, Odred se vratio u Istru i u prvoj polovici svibnja, u pozadini neprijateljskih snaga, vršio uspješne diverzije na komunikacijama Pazin – Pula, Pazin – Motovun i Buzet – Motovun. Za novoformiranu 2. istarsku brigadu Odred je 11. lipnja dao još jedan bataljun, a do kraja lipnja u njegovom sastavu formirana su dva nova bataljuna. Od većeg dijela 1. NOP odreda „Učka”, 29. kolovoza formirana je 3. istarska brigada, dok je preostalih 150 boraca ušlo u sastav novog Buzetsko-porečkog NOP odreda koji se kraće vrijeme borio u sastavu 1. istarske brigade, a zatim pod zapovjedništvom Štaba Grupe istarskih NOP odreda.